# Щербань, Владимир Яковлевич
Влади́мир Я́ковлевич Ще́рбань (7 декабря 1919, Лубны, Полтавская область, Украина — 2005) — советский художник-живописец двухмерного пространства. Член Союза художников РСФСР (1970). Член Коммунистической партии Советского Союза.

## Биография
В. Я. Щербань родился в 1919 году на Украине. В годы Великой Отечественной войны воевал на Сталинградском фронте, был командиром отделения. Сержант. Награждён орденами и медалями. С 1964 года член Коммунистической партии Советского Союза.
В 1950 году окончил Московскую городскую художественную студию для инвалидов Отечественной войны Управления по делам искусств Мосгорисполкома. Учился у И. Захарова, К. Морозова. С 1954 года участвует в художественных выставках. В 1970 году принят в члены Союза художников СССР. Член партбюро секции живописи Московской Организации Союза Художников РСФСР. Награждён дипломами и премиями Союза Художников СССР, Московской Организации Союза Художников РСФСР, Московской Городской Организации Художественного Фонда РСФСР.

## Творчество
В. Я. Щербань — мастер жанровой живописи, портрета, пейзажа и натюрморта. Своё творчество художник посвятил историко-революционной теме и теме Великой Отечественной войны. Осуществлял творческие поездки на Кавказ, в Крым, в Подмосковье, на Украину, результатами которых явились серии жанровых картин, портретов и пейзажей. В 1978 году состоялась персональная выставка Владимира Яковлевича Щербаня в Москве.

### Известные картины
- «Море» (1964);
- «Портрет матери» (1965);
- «На даче» (1965);
- «Встреча с юностью» (1976);
- «Пробуждение» (1980);
- «Солнечный день» (1980);
- «Последний снег» (1980).

Работы хранятся в Третьяковской галерее, Государственном Бородинском военно-историческом музее-заповеднике, региональных музеях России и Украины, а также в частных коллекциях России, Украины и Западной Европы.

## Награды
- Орден Отечественной войны 1-й степени;
- Орден Красной Звезды;
- Медаль «За победу над Германией в Великой Отечественной войне 1941—1945 гг.»

и другие.